# Hermann Scholtz

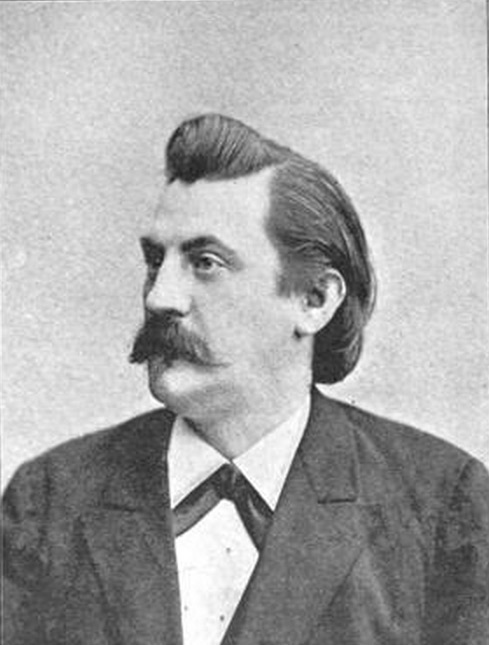
Hermann Scholtz (omkring 1895).

Hermann Scholtz, född den 9 juni 1845 i Breslau, död den 13 juli 1918 i Dresden, var en tysk pianist.
Scholtz studerade i hemstaden för Brosig, för Plaidy och Riedel i Leipzig samt för Bülow och Rheinberger vid musikskolan i München, där han sedan var lärare 1869–1875, varefter han flyttade till Dresden samt utnämndes till kammarvirtuos 1880 och professor 1910. Han skrev en mängd pianokompositioner, vann stort erkännande som Chopinspelare och redigerade Petersförlagets Chopinedition. En elev till Scholtz var svensken Wilhelm Peterson-Berger.